# Espermidina
L'espermidina és una poliamina triamínica aïllada per primera vegada a partir del semen humà, fluid en el qual es troba en grans quantitats. En ser trobada en diferents cèl·lules d'origen animal, vegetal i de microorganismes es va identificar com una de les poliamines universals juntament amb la putrescina i l'espermina. L'espermidina, com totes les poliamines, té una càrrega parcial positiva, cosa que li permet unir-se a anions de gran importància com proteïnes, fosfolípids ADN i ARN. Es poden trobar com alifàtiques lliures, conjugades solubles (quan es formen complexos amb molècules de baix pes molecular) o conjugades insolubles (lligades a macromolècules). La seva estructura comprèn una cadena alifàtica amb tres amines distribuïdes de forma regular. Quan es troba en la seva forma lliure és soluble en solucions hidroxíliques, com l'aigua i l'alcohol, per la formació de ponts d'hidrogen. La distància que hi ha de N1 - N3 és de 9 a 9.8 Å, el que fa que la molècula sigui relativament flexible i que els seus extrems positius puguin interaccionar d'una manera més efectiva que els cations inorgànics en unir-se a una molècula de forma irregular.

## Funcions
Una de les funcions de l'espermidina és modular l'activitat enzimàtica del lisozim i de la fosfatasa alcalina. També, regular l'activitat d'alguns enzims d'unió a membrana i alguns canals iònics, com els que causen el canvi de voltatge per l'entrada de calci. L'espermidina està fortament lligada a la vida cel·lular. Quan està present en la cèl·lula a un nivell moderat ajuda a estabilitzar l'estructura de l'ADN i les histamines, protegint de nucleases i mantenint la seva activitat de transcripció. No obstant això, un nivell alt de poliamines causa l'apoptosi de la cèl·lula a causa d'un estrès oxidatiu generat per l'acumulació de peròxid d'hidrogen en el catabolisme d'aquestes. Manca de poliamines en les cèl·lules també resulta en apoptosi cel·lular. Les poliamines tenen un paper fonamental en el metabolisme humà en actuar com missatgers secundàries, mitjançant l'activitat de diferents hormones i factors de creixement. Són necessàries per a la diferenciació dels limfòcits i estan involucrades en la resposta inflamatòria. En el tracte intestinal, indueixen la maduració del sistema immunitari millorant la permeabilitat de la mucosa en no permetre l'entrada de macromolècules mentre que milloren l'absorció de nutrients, i incrementant la quantitat d'immunoglobulines en les microvellositats de l'intestí. A les plantes també té una funció important en el seu creixement i desenvolupament. Diversos estudis han demostrat que les poliamines són essencials perquè es dugui a terme la diferenciació cel·lular, i que, addicionalment, protegeixen les membranes cel·lulars contra el dany per congelació.

## Espermidina i diabetis
Les poliamines actuen com a inhibidors de la glicosilació, una de les causes de la hiperglucèmia per la diabetis. La espermidina està sent usada i investigada per tractar els símptomes de la diabetis en ser usada com un agent antiglicòlic.

## Espermidina i càncer
Les poliamines s'han relacionat amb el càncer. S'han trobat en altes concentracions en hematomes que creixen ràpidament. També, s'ha descobert que la concentració de espermidina i espermina afecta la taxa de creixement de tumors. El grau de malignitat d'un tumor està directament relacionat a l'expressió del gen que codifica l'ornitina decarboxilasa (ODC), enzim necessari per a la biosíntesi de les poliamines. A més, s'ha demostrat que la sobreexpressió de ODC pot causar un desenvolupament tumoral. Les poliamines, en tenir una alta concentració en persones amb càncer, podrien usar-se com un mètode per a la detecció. No obstant això, hi ha persones que sota certs estats fisiològics, no patològics, també tendeixen a orinar poliamines, i per això no seria un mètode segur per al diagnòstic.

## Espermidina i longevitat
Segons un informe del 6è Congrés d'Estratègies per a l'Enginyeria d'una Senectut Negligible (SENS-6, de l'anglès Strategies for Engineering Negligible Senescence) de 2013, l'espermidina incrementa la longevitat en ratolins en un 10 per cent, propicia la neteja de les cèl·lules per autofàgia en múltiples espècies, i imita la restricció calòrica.

## Síntesi
Les poliamines són derivades dels aminoàcids. La síntesi de l'espermidina prové de l'ornitina, un aminoàcid sintetitzat en les mitocòndries que conté dos grups amino. L'ornitina descarboxilasa (ODC) descarboxila l'aminoàcid, produint putrescina, una poliamina diamínica. La S-adenosil metionina (SAM) actua sobre la putrescina en presència de l'espermidina sintasa per donar-li el seu grup n-propilamina, convertint-se en metil-tioadenosina (MTA). L'addició d'un grup amino a la putrescina dona lloc a l'espermidina. Si a una altra propilamina de la SAM se li s'afegís l'espermidina en presència d'espermina sintasa, es formaria espermina, un poliamina tetraamínica.